# 대주교

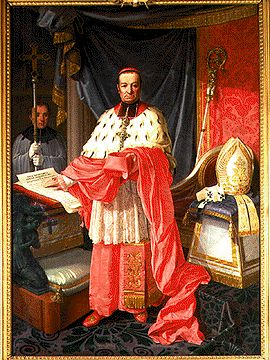
쾰른 대주교 페르디난트 아우구스트 폰 슈피겔.

대주교(大主敎, 그리스어: Αρχιεπίσκοπος, 라틴어: archiepiscopus, 영어: archbishop)는 기독교에서 대교구라고 불리는 교구를 관리하는 직위에 있는 고위 성직자이다. 그리스어 αρχι(아르콘; 으뜸, 지배자)과 επισκοπος(에피스코포스)의 합성어이다. 대주교에게는 보통 ‘각하’(영어: Most Reverend)라는 존칭이 부여된다. 위계상 대주교는 주교보다 더 고위직이며 권한도 더 크지만 성직품에서는 동일하다. 그러므로 이미 주교인 사람이 대주교로 임명 받을 때는 주교품을 이미 서품받았으므로 주교축성을 다시 받지 않으며, 드물게 주교품을 받지 않은 사제품의 성직자가 대주교가 될 경우 대교구의 주교좌에 착좌하기 전에 먼저 주교로 서품받아야 한다. 유럽에서는 서방교회 지역 천주교회나 개신교회나 구별 없이 사용하는 용어이지만, 대한민국에서는 천주교, 정교회, 성공회 등에서 이 호칭을 사용하며, 개신교에서는 대감독 또는 감독회장의 용어로 사용한다.

## 서방 교회

로마 가톨릭교회의 대주교 문장

서방 교회에서 대주교는 주교보다 더 많은 특권을 누린다. 우선 문장의 형태가 다르다. 외견상 천주교회에서 대주교를 상징하는 문장은 주교의 문장과 크게 다르지 않다. 다만 갈레로에 달린 좌우의 술이 주교보다 더 많은 4단이며(주교는 3단), 방패 뒤에는 대주교 십자가가 있다는 점에서 차이가 있다. 천주교회에서는 미사, 성사 등의 전례 집전을 위해 거룩한 행렬을 할 때에는 대주교 십자가가 대주교 바로 뒤에 따라왔으나, 오늘날에는 그렇지 않은 경우도 있다. 이와 달리 성공회의 대주교 십자가는 대주교 바로 앞에 행진한다.
대주교와 주교의 두 번째 차이점은 관구전례를 집전할 때, 대주교가 주교보다 더 앞선다는 점이다. 그러나 대주교의 전례복과 주교의 전례복은 동일하다.
천주교의 대주교는 대교구의 교구장을 맡게 되며  대주교가 관구장을 맡을 경우는 관구의 관구장주교가 되며 대주교가 속한 대교구가 관구장좌가 아닐 경우는 일반대주교가 된다. 그리고 대주교가 일반교구의 교구장일경우는 일반대주교로 불리게 되며 일반대주교는 일반주교와 같은 대접을 받게 된다  또한 명의대주교일경우는 대부분 교황청소속으로 교황의 이름으로 일을 하게 된다. 대주교가 주교 위의 상급기관이 아니다. 같이 관구를 구성하는 하나의 주교이며 관구장을 맡은 대주교는 관구에 속한 교구나 일반대교구에 대한 교회규정 이행 감독권이 있을뿐 관구에 속한 교구에 대한 관리권(통치권)은 없다.
주교,대주교 총대주교는  직책상의 분류일뿐이다   대주교가 주교직으로 가거나 총대주교가  대주교직으로 갈수도 있는데  이때는  바뀐 직책 칭호로 사용하게 된다    즉 주교 대주교 총대주교 칭호는 재직시의 칭호이지   해당직을 떠나면 일반 은퇴 주교일 뿐이다  단 봉직한 주교직 명예는 사용 될수있다
성공회에서는 캔터베리 대주교가 세계 성공회 공동체의 상징적 지도자(말 그대로 상징적 지도자이지, 성공회내에서 교권을 행사하는 수장은 아니다.)이다. 성공회에서 주교에게 말할 때는 Bishop이나, The Right Reverend라는 칭호로 부르는 반면, 대주교에게는 Archbishop, The Most Reverend라는 존칭이 붙는다.

## 동방 교회
동방 정교회는 대주교좌 성당의 주임 성직자이며 동시에 대교구의 행정을 총괄하는 우두머리로서 부속 교구들을 지도한다. 설령 대교구의 주교가 아니더라도, 오래 재임하거나 일정한 공적을 쌓으면 주교가 대주교로 승진하는 일도 있다.
비잔틴 전례 정교회에서의 대주교는 총대주교 다음가는 권위를 가지며, 비잔틴 전례의 독립 정교회와 자치 정교회의 수좌주교는 대주교의 칭호를 소유하고 있다. (비잔틴 계열 정교회에서의 성직품 순서 : 총대주교→대주교→관구장주교→주교)
슬라브 전례 정교회에서의 대주교는 관구장주교 다음가는 권위를 가지며, 관구장주교가 대주교를 겸임하는 경우도 있다. (슬라브 계열 정교회에서의 성직품 순서 : 총대주교→관구장주교→대주교→주교)
또한, 총대주교가 대주교의 칭호를 겸임하는 경우도 있다.

## 대한민국의 대주교
대한민국의 천주교회는 서울, 광주, 대구에 대교구가 있으며, 현재 8명의 대주교가 있다.(현직 3명, 명의 2명, 명예(은퇴) 3명)

### 현직 교구장 대주교
- 옥현진 (시몬) 대주교 : 전 광주대교구 보좌주교(페데로디아나 명의 주교), 현 광주대교구 10대 교구장
- 조환길 (타대오) 대주교: 전 대구대교구 보좌주교(전 아비르 마유스 명의 주교), 현 대구대교구 10대 교구장
- 정순택 (베드로) 대주교 : 전 서울대교구 보좌주교(타마주카 명의 주교), 현 서울대교구 14대 교구장

위 세사람(옥현진 시몬 대주교와 조환길 타대오 대주교 그리고 정순택 베드로 대주교)은 교구연합인 관구의 관구장을 맡은 수도대주교이다. 유럽의 이탈리아나 프랑스엔 교구연합인 관구안에 관구장이 아닌 일반대교구의 교구장인 대주교도 있다. 참고로 대교구장이란 단어(영어,라틴어)는 없다.

### 현직 명의 대주교, 교황청 장관
- 조반니 가스파리 대주교: 현 대한민국 주재 교황대사

### 은퇴 주교
- 윤공희 (빅토리노) 대주교: 전 수원교구 초대 교구장 주교, 전 서울대교구 교구장 서리주교, 전 광주대교구 5대 교구장 대주교.
- 최창무 (안드레아) 대주교: 전 서울대교구 보좌주교(플루멘피셴세 명의 주교), 전 광주대교구 6대 교구장대주교.
- 김희중 (히지노) 대주교: 전 광주대교구 보좌주교(전 코르니쿨라나 명의주교), 전 광주대교구 7대 교구장
- 장인남 (바오로) 대주교: 아만티아의 명의대주교,  전 우간다 주재 교황대사, 전 캄보디아, 태국, 라오스, 미얀마 주재 교황대사, 전 네덜란드 주재 교황대사

- 주교 대주교 총대주교  교황 구분은 직책이 주어지는것이지 직책을 떠나면 은퇴주교가 된다    그러나 그가 봉직했던 교구의 주교나 대주교 총대주교 명예는 지닌다  
명의주교는  현직주교에게 주어지는 직책으로 명의주교도 은퇴하면  명예주교가 된다

대한 성공회에서는 성공회 주교이자 성공회대학교 총장을 역임한 김성수 주교와 전 서울교구장인 정철범 주교가 대주교로 서임받은 바 있다.

## 같이 보기
- 캔터베리 대주교